# رأسمالية إنسانية
الرأسمالية الإنسانية هو مفهوم يهدف إلى الدمج بين الإنسانية، وخاصة الاحتياجات الأمنية والصحية للأشخاص والبيئة، مع احتواء كافة القوى السوقية والاقتصاد القائم على السوق.
ويصف محمد يونس مفهوم الرأسمالية الإنسانية باعتباره عالم الأعمال الواعي اجتماعيًا، والذي في إطاره يقبل المستثمرون باسترداد استثماراتهم، وفي نفس الوقت لا يتوقعون الحصول على أرباح إضافية. 
ويرتبط مفهوم الرأسمالية الإنسانية بفكرة التغيرات الأساسية التي يلزم حدوثها في مجال الاقتصاديات اليوم، حيث تتطلب الرأسمالية الإنسانية وجود مزيج من القطاعات غير الربحية والربحية على حد سواء. وإذا أمكن للمستثمرين قبول خفض عائداتهم المالية لصالح أولئك الأشخاص المدرجين في أحد المستويات الاجتماعية، فستصبح الرأسمالية الإنسانية قوة ناجحة في قيادة التغير الاقتصادي والتغير الاجتماعي. ويعد الإحسان المفهوم الأساسي الذي يشير إلى معنى الرأسمالية الإنسانية. ونظرًا لأن فكرة الرأسمالية الإنسانية لا تزال في تزايد مستمر، فيعتقد ما يزيد عن «72% من أصحاب المشاريع الاجتماعية أن المشكلة تكمن في عملية جمع الأموال»، وأن جمع التبرعات تمثل المشكلة الرئيسية التي يواجهها أصحاب المشاريع الاجتماعية، والذين يعتمدون على الإحسان والأعمال الخيرية في الحصول على الدعم والتمويل.

## الأعمال التجارية اليوم
يوجد كذلك العديد من الأعمال التجارية التي تجمع بالفعل بين احتياجات البيئة وبين احتياجات الأشخاص والبيئة. ويكمن الغرض من شركة ساستينابليتي (SustainAbility)، وهي شركة تأسست عام 1987، في "السعي لإيجاد حلول للتحديات الاجتماعية والبيئية التي تقدم قيمة طويلة الأجل"، وقد عملت هذه الشركة على تنفيذ مشاريع "لتحديد الفرص التي تسهم في ابتكار المنتجات والخدمات ذات البصمة البيئية
المنخفضة".
تدعم مؤسسة (جي أي بي)  الفلسفات الخاصة بالرأسمالية الإنسانية، التي تهدف إلى إنشاء نهج اقتصادي أكثر ملاءمة واعتدالًا. وتستخدم الشركات مبادئ ما يكفي من الربح (JEP) لتحديد ما يشير إليه هذا المفهوم، وكيف يمكن معاملة عملائهم وموظفيهم في إطاره، وكيف أن هذا المبدأ يخدم البشرية.

## وجهات نظر أخرى
في الورقة البحثية التي كتبها ويلز هارمان تحت مسمى "الرأسمالية الإنسانية: البديل الآخر" (Humanistic Capitalism: Another Alternative) (مجلة علم النفس الإنساني، مجلد 14، رقم. 1، شتاء عام 1974) كتب ويلز قائلًا "...[يجب] على الشركات أن تضطلع بمسؤولياتها نحو إنشاء مجتمع صحي وكوكب صالح للسكنى - ليس كبادرة لتحسين صورة الشركة أو كمسؤولية مضطلع بتنفيذها بتزمت، بل لأنه التفسير الوحيد المعقول الدائم على المدى الطويل لـ "الأعمال الجيدة." وفي النهاية K يلزم أن تصبح سياسة الأعمال الجيدة و"السياسة الاجتماعية الجيدة" شيءًا واحدًا.
وقد دعم إيرا روهتر، وهو أستاذ جامعي بقسم العلوم السياسية بـ جامعة هاواي، فكرة الرأسمالية الإنسانية باعتبارها وسيلة لاستعادة السلطة لشعب هاواي وبيئتهم. وقد دعا إلى ضرورة أن تصبح كافة عمليات النمو مستدامة، وذات اعتماد ذاتي، وألا تركز على تحقيق الربح فحسب، بل تأخذ في اعتبارها أيضًا احتياجات الأفراد. وأضاف إيرا إلى وجود مفهوم رئيسي آخر من الرأسمالية الإنسانية، متمثلًا في وسيلة الاقتصاد الديمقراطي القائمة على مبدأ «التعاون [و]الانفتاح» لتلبية احتياجات شعب هاواي وبيئته.